# Bäckaskogs slott

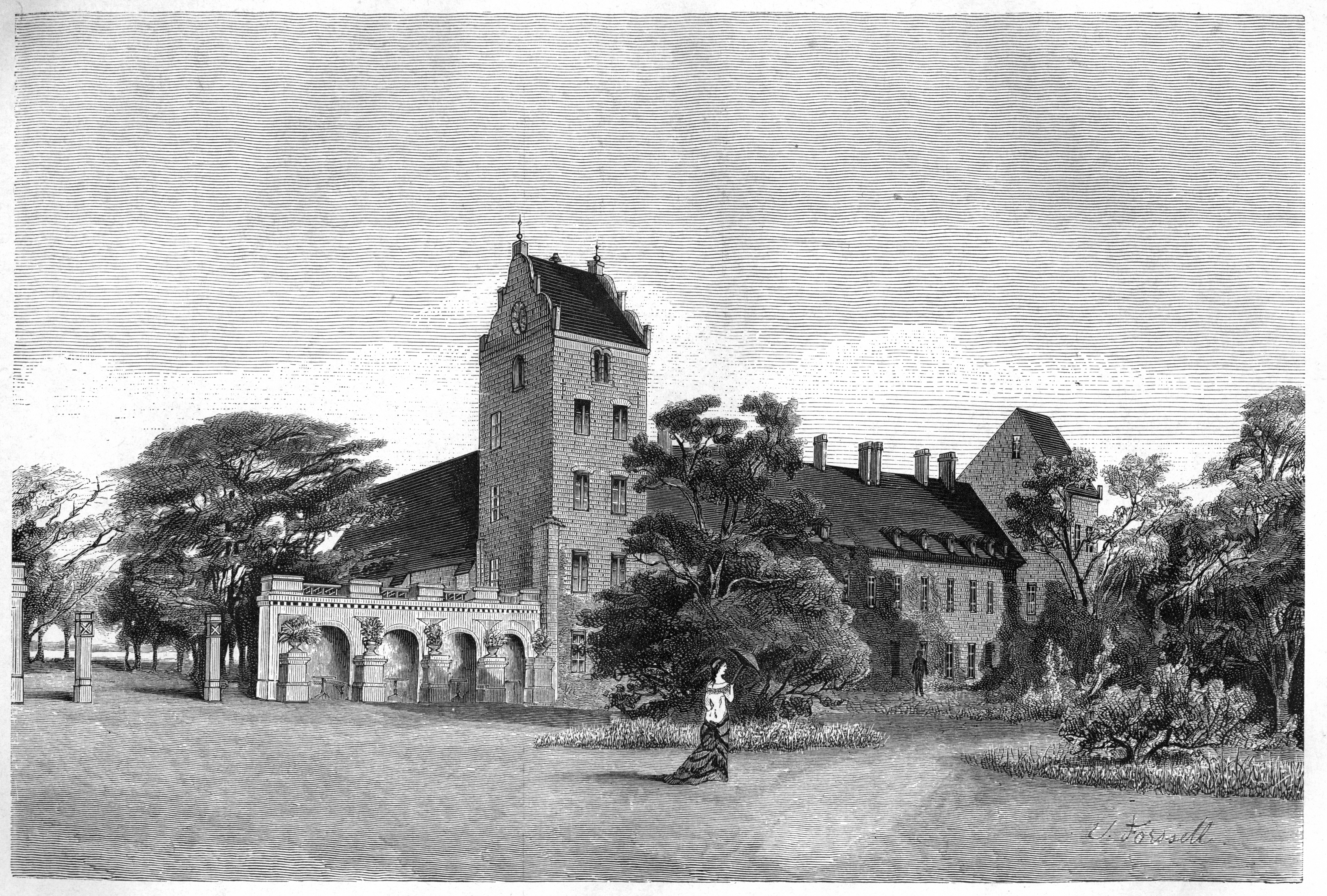
Xylografi efter Victor Forssell 1878.

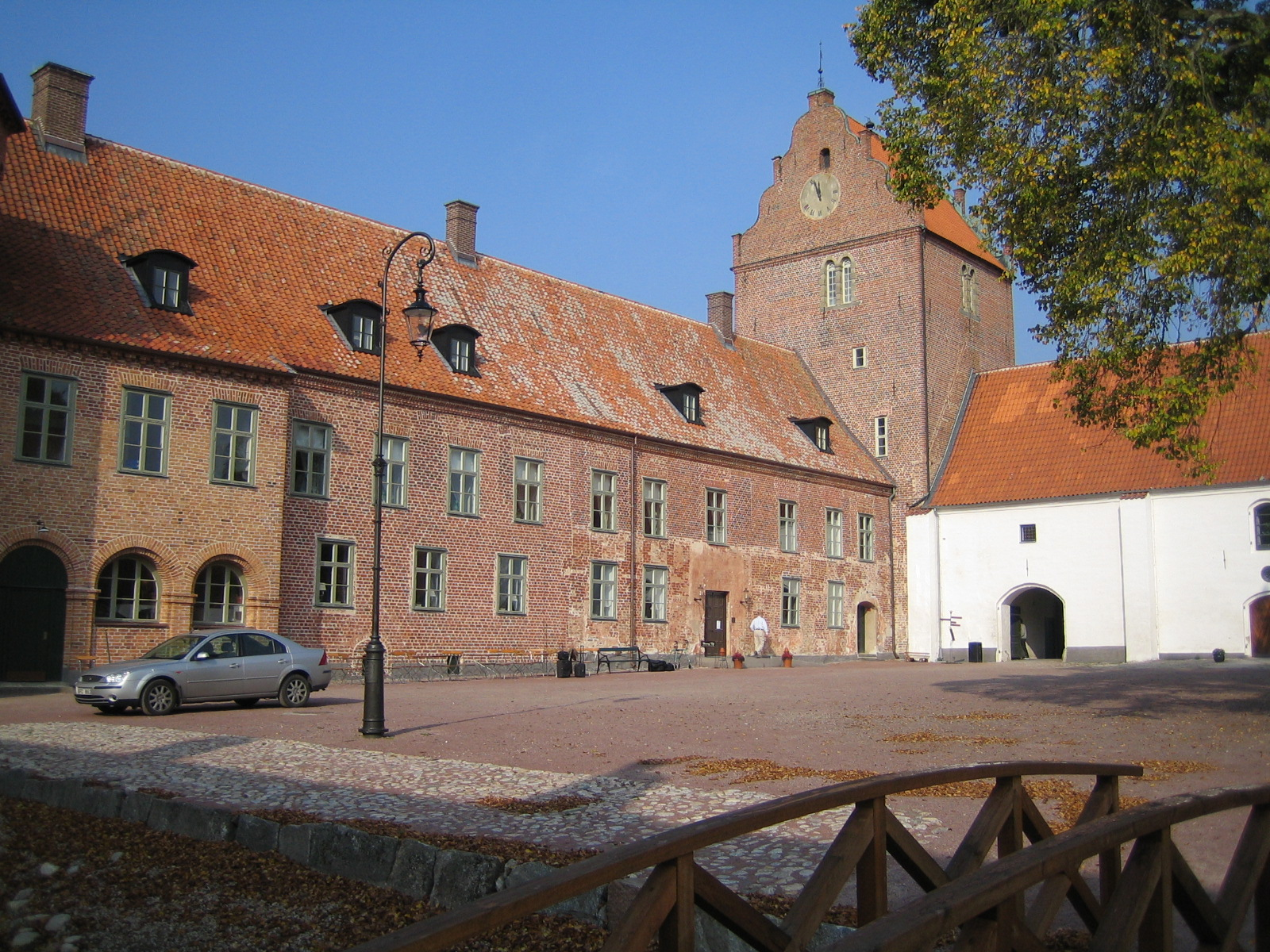
Bäckaskog, borggården

Bäckaskogs slott är ett slott i Kiaby socken i Kristianstads kommun.
Slottet är beläget cirka 5 kilometer norr om Fjälkinge, på näset mellan Ivösjön och Oppmannasjön. Det har en historia som sträcker sig från 1200-talet, då slottet var ett kloster. Bäckaskogs slottskapell ingår i anläggningen. Idag är slottet hotell, restaurang och konferensanläggning. I slottsparken finns bland annat en örtagård med krydd- och medicinalväxter.

## Historia
Bäckaskog grundades som premonstratenserkloster på 1200-talet. Klosterverksamheten upphörde vid reformationen 1537, då Bäckaskog övertogs av den danska staten. Det var därefter förläning till ätterna Ulfstand, Brahe, Bille och Parsberg. Slutligen överläts det med äganderätt åt ätten Ramel. År 1684 drogs det in till svenska kronan av Karl XI. Det blev då boställe för översten vid Södra skånska kavalleriregementet men var ofta utarrenderat. Bland innehavarna är det i synnerhet fältmarskalken Johan Christopher Toll och Karl XV som förskönat slottet och dess omgivningar. Oscar I arrenderade egendomen 1845 och överlät 1853 kontraktet på kronprins Karl, sedermera Karl XV. Han var innehavare av Bäckaskog till sin död 1872. Kronprins Fredrik av Danmark, senare Fredrik VIII, övertog egendomen 1885, men överlät 1900 kontraktet på kammarherre Filip Stjernswärd.
Cirka 1924 arrenderades Bäckaskog av Per Åkers (Nilsson) som var direktör för det svenskägda telefonbolaget i Polen. Han hade tidigare, fram till revolutionen 1917, varit direktör för det av bl.a. LM Ericsson ägda telefonbolaget i Moskva dit han ursprungligen kommit som gymnastikdirektör och då lärt sig ryska. Han var den siste som både arrenderade slottet och jordbruket och bodde på slottet i många år. En släkting tog sedan över arrendet av jordbruket.
År 1956 skildes slottet från jordbruket. Slottet arrenderades av Gustav Ferlenius, som gjorde Bäckaskog till populärt turistmål. Sedan dess används Bäckaskog för konferenser och kurser och är öppet för allmänheten. År 1996 köptes slottet av Statens Fastighetsverk.

## Slottsparken
Antagligen tillhörde redan en trädgård till klostret som existerade före slottet. Mellan 1820 och 1840 skapades en park i landskapsstil till slottet. Den delen finns kvar under namnet vildparken men några ursprungliga byggnader som ett orangeri och utsmyckningar revs under början av 1900-talet. Kring 1950 och 1960 skapades nya delar i parken för att öka besökarnas kunskaper. Med parkens nya delar förmedlades informationer om tidigare trädgårdsideal samt växternas namn. Nya delar var bland annat en örtagård och en biblisk trädgård. På grund av betydande framgångar med rosodlingar fick Bäckaskogs slott smeknamnet rosornas slott.

## Bäckaskogs slott i media
Barnboken Rymlingen av Åsa Storck, utgiven 1996 på bokförlaget Hegas, utspelar sig på Bäckaskogs slott under 1300-talet.
TV-programmet Stjärnorna på slottet spelades in på slottet under åren 2012–2013 och 2021–2025.